# شانتانو موترا
العنوان مواليد 22 يناير 1968 في لكناو، أتر برديش، الهند، موسيقي وملحن ، اشتهر بعمله على الموسيقى التصويرية للافلام الهندية.

## وصلات خارجية
- شانتانو موترا على موقع IMDb (الإنجليزية)
- شانتانو موترا على موقع ميوزك برينز (الإنجليزية)
- شانتانو موترا على موقع قاعدة بيانات الفيلم (الإنجليزية)

- الموقع الإلكتروني